# Villa Lignola
Die Villa Lignola ist ein Landhaus aus dem 18. Jahrhundert in San Giorgio a Cremano in der italienischen Region Kampanien. Es liegt im Gebiet der Miglio d’oro, in der Via Gennaro Aspreno Galante, 29.

## Geschichte
Die Villa ließ vermutlich Pietro Lignola, ein Adliger aus Lettere und gewählter Präsident des Sacro Regio Consiglio, 1742 erbauen.

## Beschreibung
Das Gebäude hat einen Grundriss mit zwei Innenhöfen, wie der typisch für die Adelsvillen war, in denen sich auch landwirtschaftliche Aktivitäten abspielten, aber im Gegensatz zu anderen „produktiven“ Landhäusern, die sich vorwiegend im oberen Teil von San Giorgio a Cremano befinden, besitzt die Villa Lignola feinere Fassaden.
Die lange Ansicht, die durch Pilaster leicht verschoben ist, ist in ihren Rokokodekoren, die um einige der Balkone der Hauptfassade erhalten sind, einfach. Die Hauptfassade zeigt sich leicht vorspringend in Zusammenhang mit dem Mittelbalkon im Obergeschoss, der von zwei Lisenen eingeschlossen ist, die am abschließenden Rahmen des Gebäudes verbunden sind. Über den Portalen sind Rahmen aus Bossenwerk angebracht; in einem davon ist heute noch ein verziertes, hölzernes Gitter erhalten. Die beiden Eingänge, die zu den beiden unterschiedlichen Innenhöfen führen, dem Repräsentationshof und dem landwirtschaftlichen Hof, liegen ganz außen am Sockel und umschließen den Hauptkörper des Gebäudes. Durch den linken Eingang gelangt man in den Haupthof. Dort liegt eine monumentale, offene Treppe, die durch das bühnenreife Spiel springender Gewölbe in der konkaven Kurve, die sich nach innen neigt, auf Pilastern, die sich über die gesamte Höhe fortsetzen, von vielen Kunstkritikern, darunter auch Venditti, als eine der pittoreskesten des neapolitanischen Barocks angesehen wird.